# Xiapu
Xiápŭ Xiàn o condado de Xiápŭ es una localidad de la ciudad-prefectura de Ningde en la provincia de Fujian, República Popular China, con una población censada en noviembre de 2010 de 461 176 habitantes.
Se encuentra situada al noreste de la provincia, cerca de la frontera con la provincia de Zhejiang, de la costa del mar de China Oriental y del río Min.